# Spectroscopie de corrélation de fluorescence
Pour les articles homonymes, voir FCS.

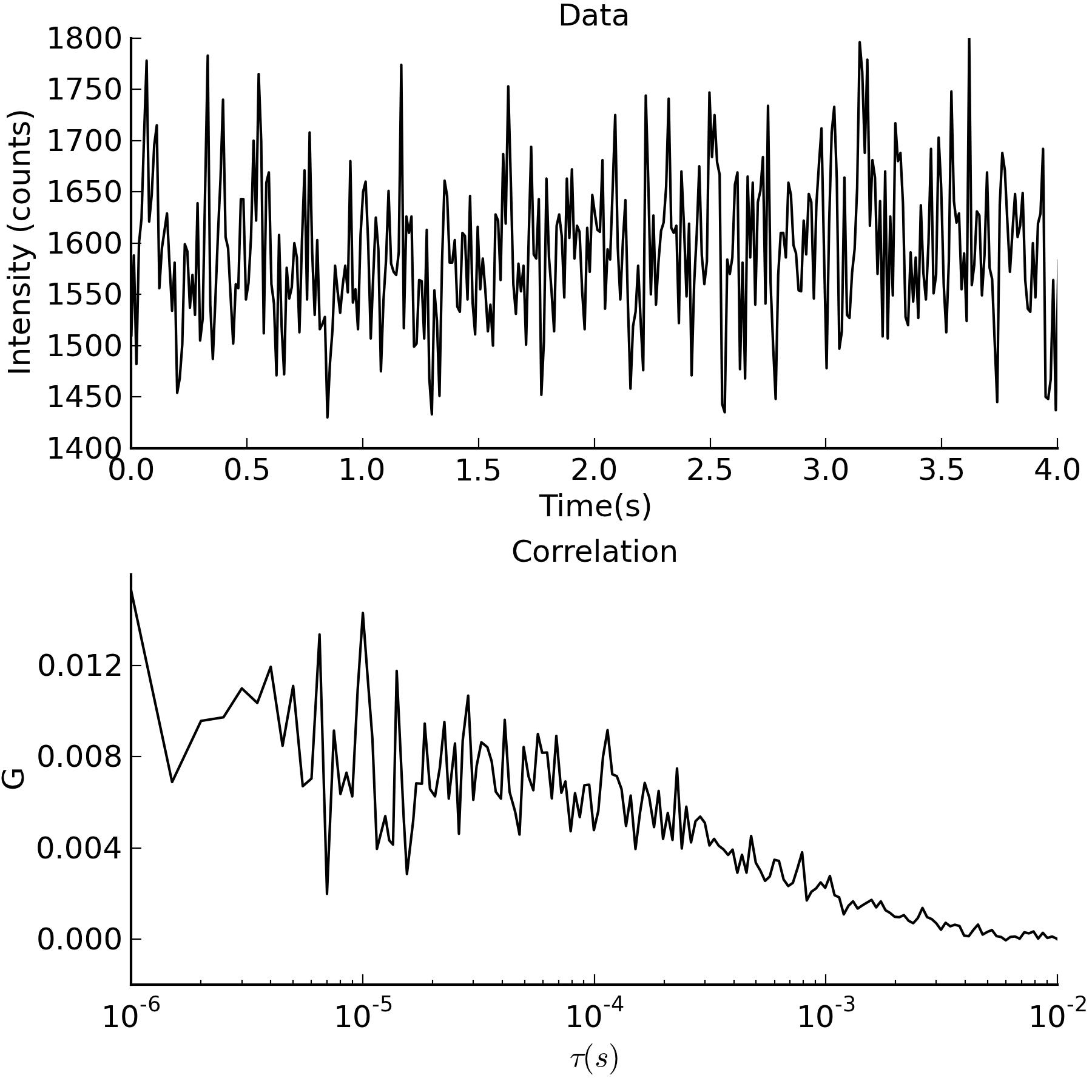
Exemple de SCF

La Spectroscopie de Corrélation de Fluorescence (SCF ou FCS pour l'anglais Fluorescence Correlation Spectroscopy) repose sur l'analyse des corrélations des fluctuations de l'intensité de la fluorescence. L'analyse fournit les paramètres physiques gouvernant ces fluctuations. L'une des applications intéressantes est l'analyse des fluctuations de la concentration de particules fluorescentes (souvent des molécules marquées) en solution. Dans cette application, on enregistre la fluorescence émise par un très faible volume ne contenant qu'un petit nombre de particules. L'intensité de la fluorescence fluctue alors à cause du mouvement Brownien des particules, le nombre moyen de particules dans le sous-système défini par le système optique varie aléatoirement autour de sa valeur moyenne. L'analyse permet d'obtenir le nombre moyen de particules mais aussi le temps de diffusion moyen. On peut ainsi déterminer la concentration et la taille des particules, des paramètres importants pour la recherche en biochimie, biophysique ou chimie.
La SCF est un outil d'analyse très sensible car il permet d'observer un faible nombre de molécules (concentration allant du nanomolaire au picomolaire) dans un petit volume (~1 μm3). Contrairement à d'autres méthodes (la Chromatographie en phase liquide à haute performance par exemple), la SCF n'introduit pas de processus de séparation physique, au contraire elle atteint sa résolution spatiale grâce à son dispositif optique. De plus, la SCF permet l'observation de molécules marquées par des fluorophores dans les voies métaboliques de cellules vivantes. Ceci a ouvert la voie à un nouveau champ de la biochimie in situ ou in vivo qui détermine les voies métaboliques des cellules et des organes intacts.
Généralement, la SCF est employée autour d'un microscope optique, en particulier un microscope confocal. Pour ces techniques, la lumière est concentrée sur un échantillon et les fluctuations d'intensité de fluorescence mesurées (dues à la diffusion, à des réactions chimiques ou physiques, à l’agrégation, etc.) sont analysées en utilisant l'autocorrélation temporelle. Comme la propriété mesurée dépend essentiellement de la magnitude ou du niveau des fluctuations, il existe un régime de mesure optimal lorsque les éléments individuels entrent ou sortent du volume d'observation (où s'allument et s'éteignent dans le volume), lorsque trop d'éléments sont mesurés simultanément, les fluctuations sont faibles par rapport au signal et peuvent ne pas être résolues -- à l'inverse, si les fluctuations individuelles sont trop rares, une seule mesure peut prendre un temps prohibitif. La SCF est en un sens, la contrepartie en fluorescence de la diffusion dynamique de la lumière qui utilise une diffusion cohérente au lieu de la fluorescence (incohérente).
En conjonction avec un modèle approprié, la SCF permet d'obtenir des informations quantitatives telles que :
- les coefficients de diffusion
- les rayons hydrodynamiques
- les concentrations moyennes
- les taux de réactions chimiques
- les dynamiques triplet-singulet

Comme les marqueurs fluorescents sont disponibles en de nombreuses couleurs et peuvent être attachés spécifiquement à une molécule particulière (par exemple, une protéine, un polymère, un complexe-métallique, etc.), il est possible d'étudier le comportement de molécules individuelles (en séquence rapide dans des solutions composées). Avec le développement de détecteurs sensibles tels que les photodiodes à avalanche la détection du signal de fluorescence provenant de molécules individuelles dans des échantillons fortement dilués et maintenant possible. À l'aide de cette nouvelle possibilité, on peut mener des expériences de SCF dans une grande gamme de spécimens allant des sciences des matériaux à la biologie. Les progrès en ingénierie cellulaire permettant de marquer génétiquement des protéines (la protéine fluorescente verte notamment) ont fait de la SCF un outil classique pour étudier la dynamique des molécules au sein de cellule vivante.